# Comp Air 9
O Comp Air 9 é um avião turboélice experimental, de asa alta, com trem de pouso triciclo, produzido como um kit para construção amadora pela Comp Air.

## Desenvolvimento
A construção totalmente composta de carbono do CA9 oferece uma estrutura aerodinâmica elegante que lhe permite navegar a 250 nós, apesar de possuir trem de pouso fixo. O trem de pouso fixo dá à aeronave a capacidade de operar em terrenos acidentados, onde seria complexo para uma aeronave de trem de pouso retrátil.

## No Brasil
De acordo com o Registro Aeronáutico Brasileiro (RAB), há apenas uma aeronave deste modelo registrada no país. Trata-se do Comp Air 9 de matrícula PR-ZJM.

## Acidente em 2016 no Brasil
No dia 19 de março de 2016, um Comp Air 9, de matrícula PR-ZRA, caiu e explodiu sobre uma residência no bairro Casa Verde, em São Paulo. A aeronave caiu na Rua Frei Machado, 110, perto da Avenida Brás Leme, ao lado do Campo de Marte. O acidente causou a morte de todas as 7 vítimas, todas ocupantes do avião, sendo uma delas o proprietário Roger Agnelli, empresário executivo e ex-presidente da Vale S.A..

## Especificações
Motor
Fabricante: Honeywell
Modelo: TPE331-10 ou TPE331-12
Potência: 1.000 hp
TBO: 5.400 horas

Hélice
Fabricante: Hartzell
Pás: 4
Tipo: Velocidade Constante
Diâmetro: 2,5 m

Dimensões
Comprimento: 11,58 m
Envergadura: 13,11 m
Largura da Cabine: 1,32 m
Altura da Cabine: 1,29 m
Volume da Cabine: 4,25 m³
Volume do Bagageiro: 1,05 m³

Combustível e Alcance
Capacidade: 1.134 litros
Consumo: 151,2 l/h
Alcance: 2.778 km